# 人喰いシャーク/バミューダ魔の三角地帯の謎
『人喰いシャーク/バミューダ魔の三角地帯の謎』（ひとくいシャーク/バミューダまのさんかくちたいのなぞ、原題：イタリア語: Bermude: la fossa maledetta、英題：Bermuda: Cave of the Sharks、スペイン語: Bermudas: la cueva de los tiburones）は、1978年に製作されたスペイン・イタリア・メキシコ合作の冒険ミステリー映画。
トニーノ・リッチが脚本執筆と監督を担当し、アンドレス・ガルシアとジャネット・アグレンが主役を務めた。

## あらすじ
サントドミンゴ沖で、乗船していた船の乗組員とともに半年前に行方不明になっていたベテランダイバーのアンドレスが発見される。妻のアンジェリカと弟のリチャードに支えられて、アンドレスは快方に向かうが、6ヶ月間という驚異的で、絶望ともいえる期間を生還できたことの謎を解明するために、その期間の詳細を思い出そうにも全く思い出すことができなかった。

## キャスト
- Andres Montoya - アンドレス・ガルシア（英語版）
- Angelica - ジャネット・アグレン（英語版）
- Mr. Jackson - アーサー・ケネディ
- Enrique - Pino Colizzi
- Ricardo Montoya - Máximo Valverde
- Girl In The Boat - Cinzia Monreale
- Girl In The Boat - Adriana Falco
- 医師 - Nino Segurini